# Stella Dallas (pel·lícula de 1937)
Stella Dallas és una pel·lícula de Samuel Goldwyn que ja n’havia produït una versió anterior, dirigida per King Vidor i protagonitzada per Barbara Stanwyck en un dels seus papers més reconeguts, John Boles i Anne Shirley. Basada en la novel·la homònima (1923) d’Olive Higgins Prouty, es va estrenar el 6 d’agost del 1937. La pel·lícula va ser nominada per a dos premis Oscar, a la millor actriu per a Barbara Stanwyck i a la millor actriu secundària per a Anne Shirley, en l'edició de 1938.

## Argument
La jove Stella Martin, filla d'un treballador d’una fàbrica metal·lúrgica, se sent atreta en secret per Stephen Dallas, un executiu poc important de la fàbrica, la família del qual havia estat rica. Stephen ha trencat el seu compromís amb Helen, la seva xicota de sempre perquè pensa que el seu sou i posició social no són suficients per a ella. Un dia que el seu germà s’ha deixat el dinar ella el porta a la fàbrica i es fa trobadissa amb Stephen que se sent atret per ella. Aviat es comencen a veure a la sortida de la feina i Stephen li demana de casar-se. Stella accepta tot i que l'adverteix que la diferència de classe pot ser un problema.
Després de néixer la seva filla Laurel, Stella s'avorreix de la seva vida com a dona d'un home de negocis en ascens i comença a comportar-se d’una manera que Stephen troba inadequada. Un dia Stella insisteix a ballar amb l'amable però desagradable Ed Munn a l'exclusiu River Club. Stephen, enfadat, li diu que a partir d’aleshores haurà de passar més temps a Nova York de negocis i les tornades a casa es fan cada cop menys freqüents. Al final decideixen separar-se. Tot i les seves reticències, Stephen, sabent com l'estima, permet que Stella es quedi amb la nena.
Molts anys després, mentre Stephen selecciona un regal per a Laurel en uns grans magatzems de Nova York, es troba amb Helen, la seva antiga promesa, que ara és la senyora Morrison, vídua amb tres fills. Helen està encantada d’haver retrobat Stephen i els dos es tornen a enamorar. Laurel visita el seu pare i passa uns dies amb els Morrison. Allà descobreix la vida opulenta i l'ambient familiar dels Morrison que és molt diferent de l'estil de vida que duu amb la seva mare. Stephen vol casar-se amb Helen i ho informa a Stella a través del seu advocat. Ella es nega a divorciar-se i per por que la seva filla s’allunyi d’ella, li demana més diners per així poder donar-li totes aquelles que té quan està amb els Morrison.
Stella porta a Laurel a un resort elegant però un cop allà cau malalta i es queda a l’habitació. Mentrestant Laurel gaudeix de la companyia de joves rics. Laurel està molt contenta i agraïda a la seva mare pel viatge, però quan l'Stella surt de l’habitació vestida amb la roba cridanera que ha comprat, Laurel se sent avergonyida i amaga als seus nous amics que aquella dona tan ridícula és la seva mare. En el tren cap a casa Stella i Laurel com unes noies comenten escandalitzades que la dona cridanera del resort és la mare de Laurel. Stella fingeix estar adormida quan Laurel la mira, però decideix que per tal que Laurel tingui la millor vida possible ha d’anar a viure amb Stephen i Helen. Stella explica a Laurel que es vol divorciar per marxar a Sud-amèrica amb Ed Munn. De totes maneres, ha visitat Helen en secret i aquesta sap el dolorós sacrifici que Stella fa per la seva filla.
Uns anys després, es publica als diaris la notícia del proper casament de Laurel amb el ric Richard Grosvenor III a la casa dels Dallas a Nova York. Mentre s'estan fent els preparatius Helen insisteix que les cortines de la sala d'estar romanguin obertes. Laurel no pot creure que la seva mare no s'hagi posat en contacte amb ella, però Helen li diu que l'Stella mai deixaria d’assistir al casament de la seva filla si pogués. Aquell vespre, mentre té lloc la cerimònia una multitud, amb Stella davant de tot, ho observa des del carrer. Un policia demana a la gent que es dispersi però l'Stella es queda fins que Dick besa Laurel. Ara segura de la felicitat de la seva filla, Stella somriu i se’n va.

## Repartiment
- Barbara Stanwyck (Stella Dallas)
- John Boles (Stephen Dallas)
- Anne Shirley (Laurel Dallas)
- Barbara O'Neil (Helen Morrison Dallas)
- Alan Hale (Ed Munn)
- Marjorie Main (Mrs. Martin)
- George Walcott (Charlie Martin)
- Ann Shoemaker (Miss Margaret Phillibrown)
- Tim Holt (Richard 'Dick' Grosvenor III)
- Nella Walker (Mrs. Grosvenor)
- Jack Egger (John Morrison)
- Dickie Jones (Lee Morrison)
- Hattie McDaniel (Edna)
- Gertrude Short (Carrie Jenkins)
- Dorothy Vaughan (Martha, criada de Helen)